# Цюпа Іван Іванович
Цюпа Іван Іванович (нар. 26 травня 1993, Єлизаветівка, Мар'їнський район, Донецька область, Україна) — український футболіст, лівий захисник клубу «Вранов над Топльоу».

## Кар'єра гравця
Вихованець донецького «Шахтаря», у складі якого й виступав у ДЮФЛУ.
Влітку 2010 року перейшов до маріупольського «Іллічівця», в якому перші 2 сезони грав за дубль. 19 травня 2013 року дебютував за основну команду в матчі Прем'єр-ліги проти луганської «Зорі» (1:2), вийшовши на поле на 77-ій хвилині замість Артема Путівцева. У 2017 році, у складі «Іллічівця» став переможцем першої ліги України, проте після закінчення сезону покинув команду.
Влітку 2017 року підписав контракт з кропивницькою «Зіркою». У червні 2018 року Іван Цюпа став гравцем луцької «Волині».

## Стиль гри
Переважно грає лівого захисника. Має відмінну швидкістю, націлену флангову передачу та потужний удар з лівої ноги.